# Willi Trinne
Willi Trinne (* 8. Juli 1884 in Magdeburg; † 17. Dezember 1973 in Sandkrug) war ein deutscher Politiker (FDP). Er war von 1954 bis 1956 Oberbürgermeister der Stadt Oldenburg.

## Leben
Trinne war von Beruf Direktor, im Jahr 1946 zog er für die FDP in den Rat der Stadt Oldenburg ein. Er übernahm am 3. Februar 1954 das Amt des Oberbürgermeisters vom FDP-Politiker Gustav Lienemann. Bei der Wahl 1956 gewann die SPD, die damit ab dem 26. November 1956 den neuen Oberbürgermeister Hans Fleischer stellte. Trinne war während dieser Zeit von 1951 bis 1960 noch Präsident der IHK, lebte anschließend noch einige Jahre in Oldenburg, zog aber am 17. April 1969 nach Sandkrug, wo er 1973 starb.
Im Oldenburger Neubaugebiet am Brookweg wurde die Willi-Trinne-Straße nach ihm benannt.

## Quelle
- Webseite der Stadt Oldenburg
- FDP-Fraktion im Rat der Stadt Oldenburg (Memento vom 5. August 2003 im Internet Archive)
- Oldenburg Oberbürgermeister

| Personendaten    | Personendaten             |
| ---------------- | ------------------------- |
| NAME             | Trinne, Willi             |
| KURZBESCHREIBUNG | deutscher Politiker (FDP) |
| GEBURTSDATUM     | 8. Juli 1884              |
| GEBURTSORT       | Magdeburg                 |
| STERBEDATUM      | 17. Dezember 1973         |
| STERBEORT        | Sandkrug                  |